# 장미화 (가수)
장미화(1946년 7월 13일 ~ )는 대한민국 가수 겸 영화배우이자, 기업인이다. 대표곡으로 《안녕하세요》가 있다. 7자매 중 막내로 태어났으나 언니 6명은 모두 안타깝게도 6.25때 폐렴으로 세상을 떠났다.
현재 거주지는 경기도 남양주시이다.

## 생애
1965년에 서울중앙방송(지금의 KBS 한국방송공사) 주최 가수 발굴 노래자랑 탑 싱어 선발대회로 가수에 데뷔하였으며, 같은 해 1집 앨범 《그 누가 뭐래도》를 발표하였다. “안녕하세요”, “애상”, “어떻게 말할까”, “내 마음은 풍선”, “내 인생 바람에 실어”, “서풍이 부는날”, “봄이오면”, “그 누가뭐래도” 등 히트곡을 남겼다.
현재는 산마김치(김포시 통진읍 고정리) 대표이사 직에 있다.

## 출연작

### 영화
- 1978년 《아스팔트 위의 여자》, 《돌종》
- 1974년 《청바지》, 《맹물로 가는 자동차》
- 1970년 《잊을 수가 있을까》
- 1969년 《의적 홍길동》, 《상해 임시정부》

### 텔레비전 프로그램
- 2003년 KBS1 《가족오락관》 961회 (2003.09.06.)
- 2004년 KBS1 《가족오락관》 987회 (2004.03.20.)
- 2010년 SBS 《좋은 아침》 (2010.12.08.)
- 2011년 KBS2 《여유만만》 (2011.06.29.)
- 2012년 MBC 《세바퀴》 136회 (2012.01.07.) / 137회 (2012.01.14.)
- 2012년 KBS2 《여유만만》 (2012.09.18.)
- 2013년 SBS 《좋은 아침》 4223회 (2013.09.27.)
- 2013년 KBS2 《여유만만》 (2013.11.18.)
- 2014년 KBS2 《여유만만》 (2014.08.20.) / (2014.10.20.)
- 2015년 MBC 《기분 좋은 날》 2016회 (2015.02.04.) / 2029회 (2015.02.26.) / 2136회 (2015.08.03.) / 2143회 (2015.08.13.) / 2194 (2015.10.30.)
- 2016년 MBC 《기분 좋은 날》 2256회 (2016.02.02.)
- 2016년 MBC 《휴먼다큐 사람이 좋다》 163회 (2016.02.27.)
- 2017년 JTBC 《어머님이 누구니》 (2017.01.28.)
- 2017년 SBS 《좋은 아침》 5059회 (2017.04.10.)
- 2017년 TV조선 《인생다큐 마이웨이》 54회 (2017.07.13.)
- 2017년 ubc 《전국 톱 10 가요 쇼》 661회 (2017.07.15.)
- 2017년 MBC 《기분 좋은 날》 2569회 (2017.07.18.)
- 2020년 KBS1《TV는 사랑을 싣고》70회 (2020.03.27.)
- 2022년 MBC 《생방송 행복드림 로또 6/45》1037회 (2022.10.15.)

### 라디오 프로그램
- 2015년 EBS 《EBS 책 읽는 라디오 낭독 시리즈》